# チェルノブイリ地区
チェルノブイリ地区（チェルノブイリちく、ウクライナ語: Чорнобильський район、チョルノービリ地区、Chornobyl's'kyi raion; ロシア語: Чернобыльский район; 英語: Chernobyl Raion）は、ソビエト社会主義共和国連邦のウクライナ・ソビエト社会主義共和国キーウ州に存在した地区。
1986年のチェルノブイリ原子力発電所事故で深刻な放射能汚染を受け、ほどなくして地区としては廃止された。行政中心地はチェルノブイリ（チョルノービリ）で、事故前には約70の集落があり、人口は約9万人で、その約半数はプリピャチに居住していた。
2022年3月31日、日本の外務省は街の呼称について、ロシア語発音由来の「チェルノブイリ」からウクライナ語発音由来の「チョルノービリ」に変更した。

## 歴史と行政
1986年4月26日に発生したチェルノブイリ原子力発電所事故により放射性物質に汚染され、住民は避難を余儀なくされ居住地としてはゴーストタウンと化した。一方で当時のチェルノブイリ地区議会議長は、事故後数週間でザモシュナなどの３村落の約260家族の住民帰還を画策していた。
事故後も処理作業に従事する万単位の数のリクビダートルを始め、研究者や専門家が派遣されたため、住民が去った後も無人になることはなかった。しかし彼らは就業中は「シフト制」でこのエリアに滞在したため、住民扱いにはならなかった。ただしごく少数だが、条件によっては特別に政府から居住が許可された研究者などもいた。
また事故後に避難した住民のほとんどは、他所に避難したままだが、少数の（主に高齢の）サマショールと呼ばれる住民はチョルノービリで余生を過ごすことを望み自発的に帰郷している。
チェルノブイリ地区の大部分は立入禁止区域内に位置したため、事故後廃止され、1988年にイヴァーンキウ地区に編入された。
2020年7月のウクライナ最高議会の立法による地方自治体行政区画改革においてイヴァーンキウ地区も廃止され、地理的にはヴィーシュホロド地区の領域内に位置しているが、住民の居住は法律で禁止されているため、立入禁止地区内の自発的帰郷者の集落は法的には存在せず行政的には同地区の管轄には入っていない。
2018年には、旧地区内にウクライナとドイツの合弁企業であるソーラー・チェルノブイリによって、ウクライナ初の太陽光発電所が設置された。チェルノブイリ原子力発電所から約100メートルほど離れた1.6ヘクタールの地域に設けられたこの発電所の出力は約2,000世帯に電気を供給できるという1メガワットで、将来的には敷地を拡張して100メガワットの出力を目指していると報じられた。

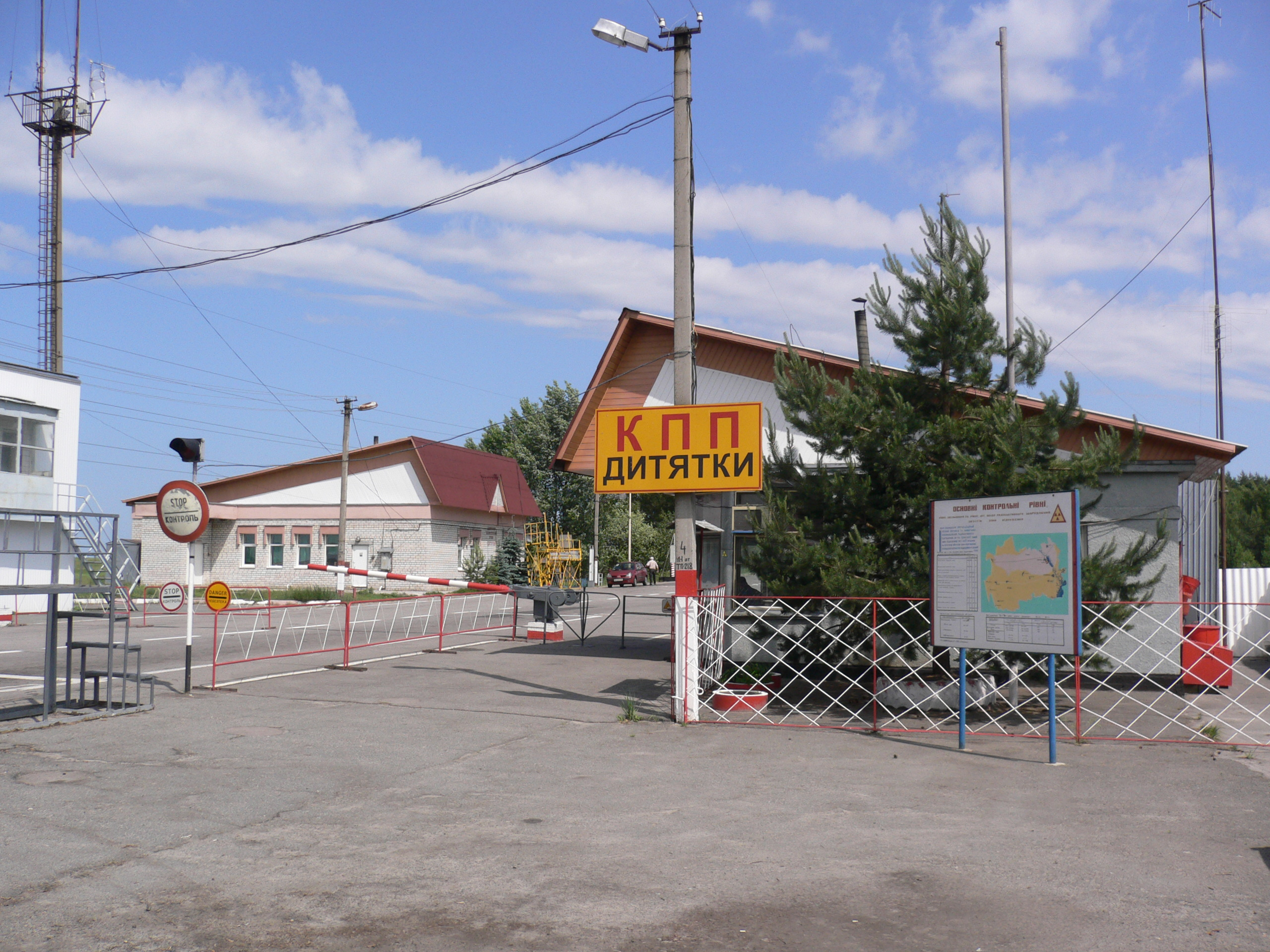
チェルノブイリ原発の約30km南にあるディチャトキの検問所。旧チェルノブイリ地区に属していたが立ち入り禁止地区外に位置する。2010年3月撮影

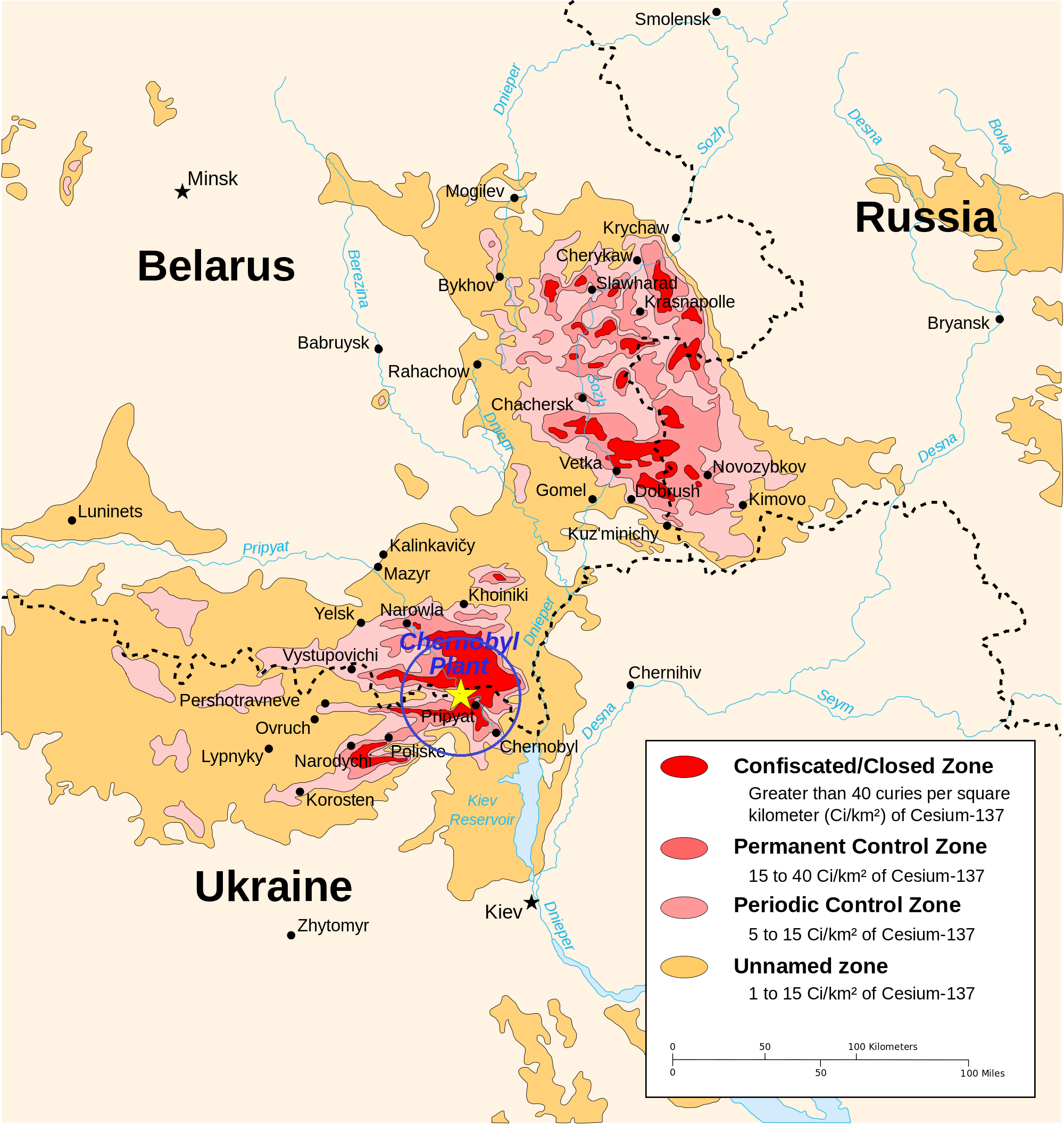
1996年の放射能汚染地図
黄色の星印：チェルノブイリ原発
青色の円：原発から30km圏
色分け：1平方kmあたりのセシウム137の放射能量
赤色：40キュリー＝1兆4800億ベクレル以上
濃い桃色：15-40キュリー＝5550億-1兆4800億ベクレル
桃色：5-15キュリー＝1850億-5500億ベクレル
薄いオレンジ色：1-15キュリー＝370億-5500億ベクレル

### 2022年ロシアのウクライナ侵攻後
2022年2月24日未明、ロシアのウクライナ侵攻によってチェルノブイリ原子力発電所がロシア連邦軍に占領されたが、3月31日に撤退した。

## 宗教と文化
事故前には18の正教会の教会が存在した。事故後に起こった自然発火の火災などで、損失を免れたのはチョルノービリとクラスネ村の2教会だけだった。チョルノービリ生まれだが地区外に強制退避させられた神父が1990年代にリクビダートルとして同市に帰郷しており、被災を免れたチョルノービリの聖エリヤ教会では毎週日曜日には公祈祷が行われていることが2019年に報じられた。
同神父は、被災を免れたとは言え経年劣化が激しいクラスネの教会の保護と保全に取り組んでいるほか、約200年の歴史を誇るザモシュナ村の教会跡地で、年に一度11月に奉神礼を司っている。ザモシュナ村の教会は木造だった他の教会と違いレンガ造りだったため、屋根や内装は焼失したものの、外壁が焼け残っているため、奉神礼を続けることによって200年続く伝統を絶やさない努力が続けられている。
帰郷者たちは、死後も生まれ育った故郷で永眠したいと遺言を残す者が多く、各教会（建物が現存していようがしていまいとも）隣接の墓所には2000年代の死亡日時が記された墓碑が見受けられる。
一帯はウクライナが誇るポリーシャの文化と伝統が残る地域であり、消えゆく信仰、儀式、民俗に危機を抱いた研究者によって帰郷者などを対象に調査と記録保存が行われたほか、マシェベ村の調査ではこの地方独特の方言が専門書としてまとめられた。

## 地理
首都キーウの北方、約135kmに位置しプリピャチ川に沿っていた。プリピャチ川の大半は隣国ベラルーシに位置し、ドニプロ川の合流地点に位置する。川の周辺は大規模な湿地帯（プリピャチ湿地、ピンスク湿地）が形成されている。
キーウ州の北部に位置し、ベラルーシとの国境からは16kmしか離れていない。プリピャチ市中心部から南に4km、ドニプロ川沿いの人工湖畔にチェルノブイリ原子力発電所（旧名 V・I・レーニン記念チェルノブイリ原子力発電所）がある。この人工湖の対岸には、原子力発電所の名前の由来になったチョルノービリがあるが、プリピャチの方が原子力発電所に近い場所にある。
地区内には赤い森がある。

## 観光
2011年からは政府公認のキーウを起点としたチョルノービリの観光ツアーが催行されるようになり、事故を起こした4号炉を間近に見ることや発電所周辺の遊覧飛行もできたが、ロシアのウクライナ侵攻の兆候が迫った2022年2月20日には「専門的理由」と言う名目で当局により観光ツアーは中止されている。

## ストーカーズ
チェルノブイリ地区の立ち入り禁止地域一帯（Zone、ゾーン）を舞台にしたFPSサバイバルホラーゲームであるS.T.A.L.K.E.R.が2007年に発売されると、ロシアや東ヨーロッパで人気を博した。2009年にはゲームに登場するゾーンの実際のロケーションを訪れるツアーが催行された。2010年代になるとゲームに触発されてゲームのスリルな追体験をしたい若者たちが、サバイバル・スタイルを模して立ち入り禁止区域の警備の目を掻い潜って、徒歩で「聖地」となった一帯を訪れるサブ・カルチャーが生まれた。彼らはゲームの名前になぞらえてStalkers（ストーカーズ、単数形：ストーカー）と名乗った。ツアーの場合ガイドが必ず同行し、決められた地域とコースしか訪れることしかできないが、不法侵入者であるストーカー達はそういったルールや束縛に従う訳が無く、警備にあたっている警察などに見つからない限り広大な土地を自由自在に動き回った。
彼らは一様にプリピャチを目指し、廃墟となっている朽ち果てた小屋などを見つけては寝泊りをした。放射能汚染を気にして水、食料、GPS、線量計、などのサバイバル・ギアを持参する者もいたが、水などを所持せずに、汚染が激しいと知られるプリピャチ川の水を採取して飲用する様子をビデオ撮影し、ソーシャルメディアに投稿する者もいた。中には立入禁止区域から、放射能汚染の懸念から持ち出しを禁止されている様々な廃墟に残された物品を「記念品」としてを持ち出す者もいた。一方で、プリピャチへの道のりは片道数日かかる上、決して容易ではなく、途中で諦め自主的に警察に身柄を差し出す者も少なくない。彼らはオンライン上でコミュニティを形成し、情報、地図、体験談を交換した。
ストーカーの中には、祖父が原発事故当時職員として働いていたため事故後刑務所に収容されたり、強制的にリクビダートルとして派遣され事故処理に従事させられた者など、家族を通じて個人的にこの地域にかかわりのある者が少なくなかった。年齢層が高めのストーカーの中には、原発事故時に実際何らかの影響を受けた子供たちに発行される「チェルノブイリの子供」の身分証を持つものもいる。

## 自治体

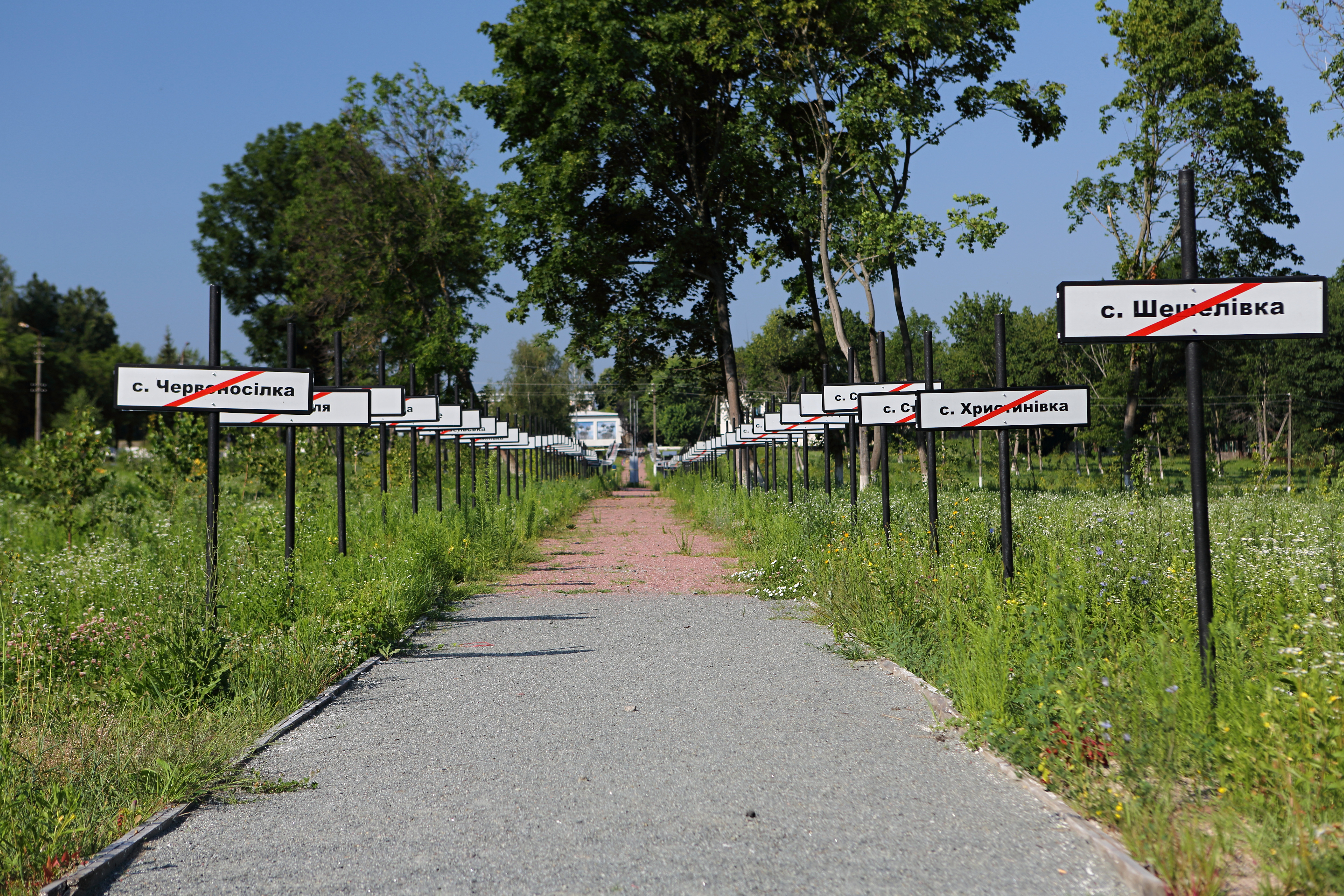
消滅した集落の名が書かれたサイン。

原発事故後、汚染が特に酷かった地域の家屋や建物は解体され、がれきは地中に埋められたため、廃屋の痕跡もみられない場所も少なくなく、多くの集落は消滅した。

### 「ゴーストタウン」
- 市
  - チョルノービリ）（チェルノブイリ）
  - プリピャチ - チェルノブイリ原子力発電所建設とその後の運営に関わるエネルギー労働者たちの為に創立された原発衛星都市（アトモグラード）[31]。閉鎖された計画都市だった。独立した自治権を与えられており、地理的にはチェルノブイリ地区の領域内に位置してはいても、行政的には同地区の管轄外であった。
- 村
  - アンドリーウカ（英語版）
  - クラスネ（ウクライナ語版） - 村の正教会は損失を免れた。
  - ザモシュナ（ウクライナ語版） - 後年のチェルノブイリ・ツアーで訪れる事が村落の一つだった。
  - マシェベ（ウクライナ語版）
  - ディチャトキ（ウクライナ語版、英語版） - チェルノブイリ地区に属していたが、立ち入り禁止地区には含まれていない数少ない集落の一つ。立ち入り禁止地区への入区の際の検問所が設置されている。